# Online Film Critics Society Awards 2015
19. ročník předávání cen Online Film Critics Society Awards se konal dne 14. prosince 2015. Nominace byly oznámeny 7. prosince 2015.

## Vítězové a nominovaní

### Nejlepší film
Šílený Max: Zběsilá cesta
- Brooklyn
- V hlavě
- Carol
- Ex Machina
- Revenant Zmrtvýchvstání
- Marťan
- Room
- Sicario: Nájemný vrah
- Spotlight

### Nejlepší režisér
George Miller – Šílený Max: Zběsilá cesta
- Ridley Scott – Marťan
- Denis Villeneuve – Sicario: Nájemný vrah
- Tom McCarthy – Spotlight
- Todd Haynes – Carol

### Nejlepší adaptovaný scénář
Phyllis Nagy – Carol
- Nick Hornby – Brooklyn
- Drew Goddard – Marťan
- Emma Donoghue – Room
- Aaron Sorkin – Steve Jobs

### Nejlepší původní scénář
Tom McCarthy a Josh Singer – Spotlight
- Alex Garland – Ex Machina
- Pete Docter, Meg LeFauve a Josh Cooley – V hlavě
- Taylor Sheridan – Sicario: Nájemný vrah
- Noah Baumbach a Greta Gerwig – Mistress America

### Nejlepší herec v hlavní roli
Michael Fassbender – Steve Jobs
- Matt Damon – Marťan
- Leonardo DiCaprio – Revenant Zmrtvýchvstání
- Ian McKellen – Mr. Holmes
- Michael B. Jordan – Creed

### Nejlepší herečka v hlavní roli
Cate Blanchett – Carol
- Brie Larson – Room
- Saorise Ronan – Brooklyn
- Charlize Theron – Šílený Max: Zběsilá cesta
- Charlotte Rampling – 45 let

### Nejlepší herec ve vedlejší roli
Oscar Isaac – Ex Machina
- Mark Rylance – Most špionů
- Benicio del Toro – Sicario: Nájemný vrah
- Sylvester Stallone – Creed
- Mark Ruffalo – Spotlight

### Nejlepší herečka ve vedlejší roli
Rooney Mara – Carol
- Alicia Vikander – Dánská dívka
- Kate Winslet – Steve Jobs
- Kristen Stewart – Sils Maria
- Cynthia Nixonová – James White

### Nejlepší dokument
Podoba ticha
- Amy
- Best of Enemies
- Země kartelů
- Going Clear: Scientology and the Prison of Belief

### Nejlepší cizojazyčný film
Assassin
- Saulův syn
- Dobrou, mámo
- Mustang
- Fénix

### Nejlepší animovaný film
V hlavě
- Anomalisa
- Hodný dinosaurus
- Snoopy a Charlie Brown. Peanuts ve filmu
- Ovečka Shaun ve filmu

### Nejlepší kamera
Šílený Max: Zběsilá cesta
- Revenant Zmrtvýchvstání
- Sicario: Nájemný vrah
- Carol
- Assassin

### Nejlepší střih
Šílený Max: Zběsilá cesta
- Marťan
- Revenant Zmrtvýchvstání
- Sicario: Nájemný vrah
- Steve Jobs

### Nejlepší film, který nebyl vydán v USA
(nesoutěžní kategorie)
- Aferim!
- Láska z Khon Kaen
- The Club
- Dheepan
- Humr
- Mia Madre
- I hory mohou odejít
- Berani
- Teď správně, potom špatně
- Píseň západu slunce